# 張光錦
張光錦（1936年1月3日—2021年3月9日），中華民國陸軍中將、政治人物，安徽石埭人，陸軍官校第27期砲科畢業。曾擔任陸軍金門防衛司令部參謀長、軍長、中華民國總統府侍衛長、陸軍後勤司令部司令、陸軍副總司令等職，退役後代表中國國民黨在全國不分區當選為第三屆立法委員。